# Ilona Koutny
Ilona Koutny (ur. 1 marca 1953 w Budapeszcie) − mieszkająca w Polsce węgierska lingwistka i esperantystka, doktor habilitowany, emerytowana profesor nadzwyczajny UAM, nauczyciel akademicki, do 2024 kierownik Zakładu Filologii Ugrofińskiej i kierownik Podyplomowych Studiów Interlingwistyki na Uniwersytecie im. Adama Mickiewicza w Poznaniu. Jest członkinią Akademio de Esperanto.
W 1977 ukończyła studia wyższe w Budapeszcie, na Uniwersytecie Loránda Eötvösa w zakresie matematyki, filologii francuskiej i esperantologii. Zajmowała się komputerową syntezą mowy. Została następczynią Istvana Szerdahelyi na wydziale esperantologii po jego śmierci w 1987. W 1990 roku otrzymała stopień naukowy doktora po napisaniu pracy dotyczącej informatyki i esperanto: „Gépi beszédelőállítás és alkalmazása a magyar és az eszperantó számítógépes oktatásában”.
W 1997, po ślubie ze Zbigniewem Galorem, przeprowadziła się do Polski, a w 2009 roku uzyskała stopień naukowy doktora habilitowanego w zakresie językoznawstwa na Uniwersytecie im. Adama Mickiewicza.
Była współredaktorką słowników:  w 1996 r. węgiersko-esperanckiego (65 tysięcy jednostek leksykalnych), w 2000 r. węgiersko-polskiego (26 tysięcy jednostek leksykalnych), a także organizatorką konferencji interlingwistycznych oraz redaktorką periodyków akademickich.
Jej mąż, Zbigniew Galor − socjolog i esperantysta, profesor nadzwyczajny Uniwersytetu Szczecińskiego, był prezesem Międzynarodowej Akademii Nauk w Polsce.
Małżeństwo nie miało dzieci.

## Publikacje
- 2015: JĘZYK KOMUNIKACJA INFORMACJA. Tom 10. Numer specjalny: Interlingwistyka i Esperantologia. Pod redakcją Ilony Koutny. Wydawnictwo Rys. Poznań 2015. ISBN 978-83-63664-96-1 (ang. • esperanto • pol.)
- 2003: Dialog międzykulturowy w Europie: angielski i esperanto jako alternatywne formy komunikacji (prelekcja) [w:] Sympozjum o dialogu międzykulturowym
- 1996: Średni słownik węgiersko-esperancki (współautorka)